# Theosodon
Theosodon é um gênero de litopterno da família Macraucheniidae e da subfamília Cramaucheniinae, de forma física semelhante a do guanaco, embora sem parentesco com os camelídeos, se tratando de um dos muitos casos de convergência evolutiva do continente sul-americano. Tinha aproximadamente 1 m de altura e pesava cerca de 40 kg. Acredita-se que tivesse uma tromba curta. É provável que tenha vivido em planícies, em grupos, alimentando-se de gramíneas e folhas. Viveu durante o Plioceno, há cerca de 5 milhões de anos. Seus fósseis foram encontrados na Argentina.
Possivelmente eram presas constantes das aves do terror, tais como Brontornis e Phorusrhacos.

## Espécies
Várias espécies foram descritas, e as mais aceitas são:
- T. fontanus (fontanai)
- T. garretorum
- T. gracilis
- T. karaikensis
- T. lydekkeri
- T. patagonica